# Kiyochika Kobayashi
Kobayashi Kiyochika (小林 清親 10 September 1847 – 28 November 1915)  là một nghệ sĩukiyo-e Nhật Bản, nổi tiếng qua các bản in màu khắc gỗ và minh họa trên báo. Tác phẩm của ông hướng tới quá trìhh hiện đại hóa và Tây hóa thần tốc của Nhật Bản trong thời kỳ Minh Trị (1868–1912), chúng được áp dụng kỹ thuật đổ bóng ánh sáng hay còn gọi là Kōsen-ga lấy cảm hứng từ nghệ thuật phương Tây. Tác phẩm của ông lần đầu ra mắt công chúng vào những năm 1870 với bản họa mô tả các tòa nhà gạch đỏ và xe lửa đã phát triển mạnh mẽ sau thời kỳ Minh Trị Duy tân; các bản in của ông về Chiến tranh Nhật-Thanh lần thứ nhất năm 1894–95 cũng rất phổ biến. In mộc bản không còn được ưa chuộng trong thời kỳ Kobayashi hoạt động, nên nhiều nhà sưu tập coi tác phẩm của ông là những tài liệu quan trọng cuối cùng về ukiyo-e.

## Cuộc đời và sự nghiệp
Kiyochika có tên khai sinh là Kobayashi Katsunosuke (小林 勝之助), sinh ngày 10 tháng 9 năm 1847 (ngày đầu tiên của tháng thứ tám của năm Kōka thứ chín theo lịch Nhật Bản ) tại Kurayashiki thuộc khu Honjo ở Edo (Tokyo hiện đại). Cha của ông là Kobayashi Mohē (茂兵衛), một viên chức nhỏ phụ trách công việc thu thuế lúa gạo. Mẹ của ông là Chikako (知加子) là con gái của một quan chức khác, Matsui Yasunosuke (松井安之助). Trận động đất Edo năm 1855 từng phá hủy nơi ở của gia đình ông, may thay tất cả đều bình an vô sự.
Dù là con út trong số 9 người con, Kiyochika trở thành trụ cột gia đình khi cha ông qua đời năm 1862 và cái tên Katsunosuke được thay đổi từ đây. Là cấp dưới của một quan chức kanjō-bugyō, Kiyochika chuyển đến Kyoto vào năm 1865 cùng với tùy tùng của Tokugawa Iemochi, đây là chuyến thăm đầu tiên của tướng quân tới Kyoto trong hơn hai thế kỷ. Họ tiếp tục đến Osaka, nơi Kiyochika sau này dựng nhà. Trong Chiến tranh Boshin năm 1868, Kiyochika tham gia theo phe shōgun trong trận Toba – Fushimi ở Kyoto và trở về Osaka sau khi quân đội của Mạc phủ bị đánh bại. Ông trở lại Edo bằng đường bộ và trở lại làm việc cho shōgun. Sau khi Edo thất thủ, ông chuyển đến Shizuoka, nguyên quán của gia tộc Tokugawa, nơi ở của ông trong vài năm tiếp theo.

Kiyochika trở về Tokyo vào tháng 5 năm 1873 cùng với mẹ của mình, người đã mất vào tháng 9 cùng năm đó. Ông bắt đầu tập trung vào nghệ thuật và kết giao với các nghệ sĩ như Shibata Zeshin và Kawanabe Kyōsai, để có thể theo học hội họa. Năm 1875, Kiyochika bắt đầu sản xuất hàng loạt tranh in ukiyo-e về Tokyo trong công cuộc hiện đại hóa và Âu hóa thần tốc, ông được cho là đã nghiên cứu phong cách hội họa phương Tây dưới thời Charles Wirgman. Vào tháng 8 năm 1876, ông thực hiện bức Kōsen-ga (光線画, "quang tuyến họa") đàu tiên, bản in ukiyo-e sử dụng ánh sáng và đổ bóng tự nhiên theo phong cách phương Tây, cũng có thể chịu ảnh hưởng từ nhiếp ảnh gia Shimooka Renjō.

Những bản họa kōsen-ga đầu tiên
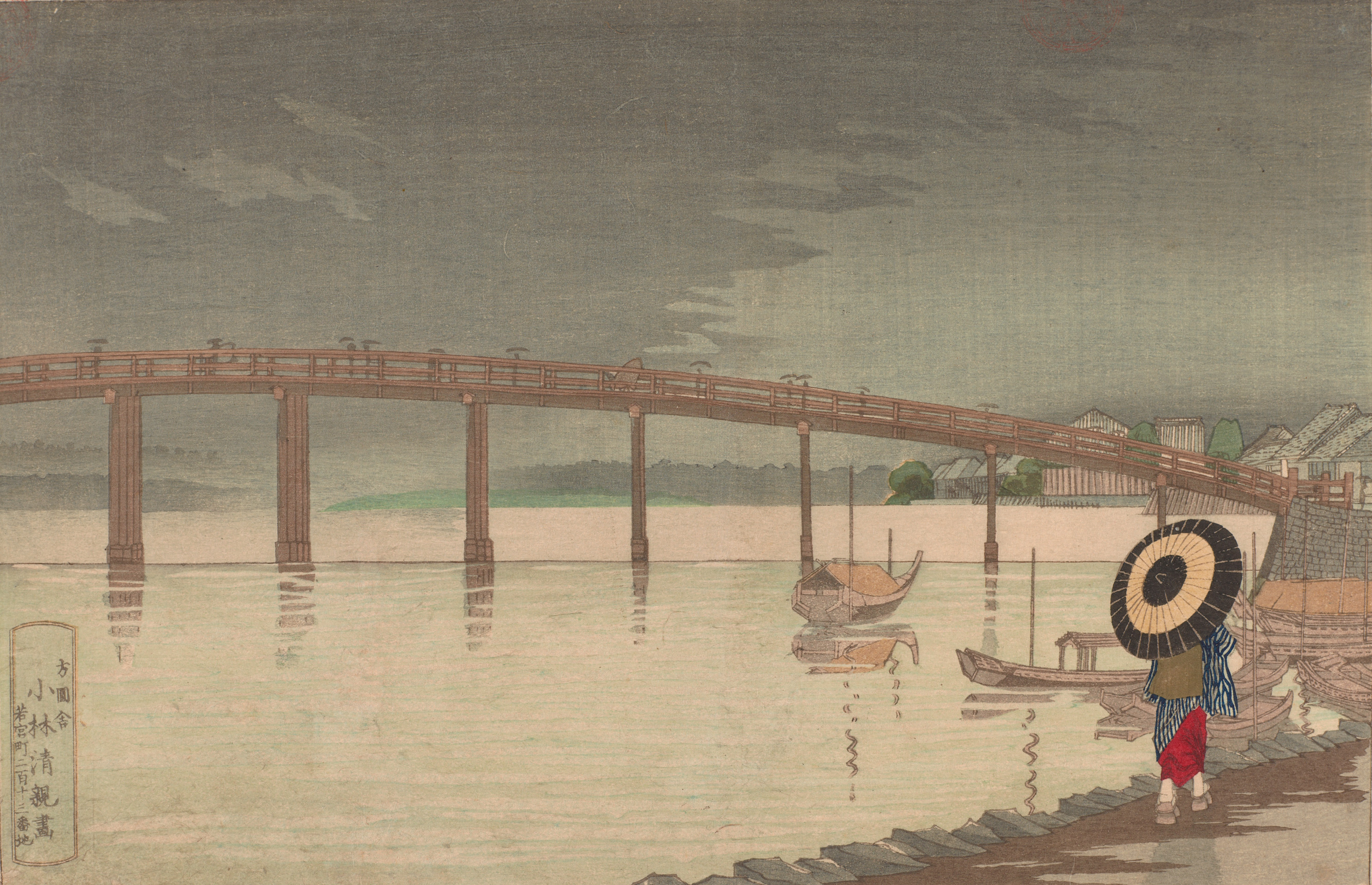
Quang cảnh cầu Shin-Ohashi ở Tokyo trong mưa, 1876
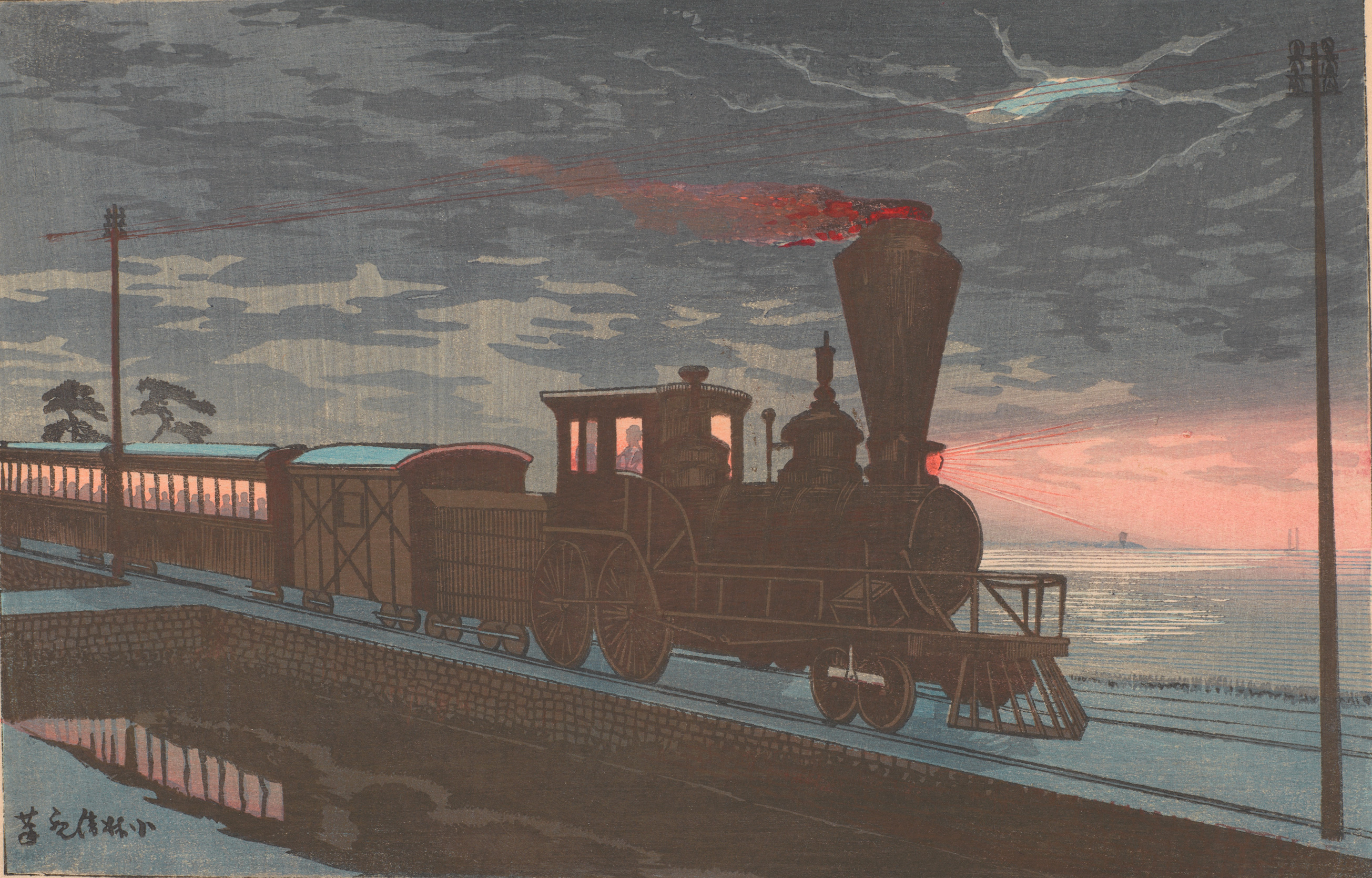
Quang cảnh Takanawa Ushimachi dưới ánh trăng che lấp, 1879
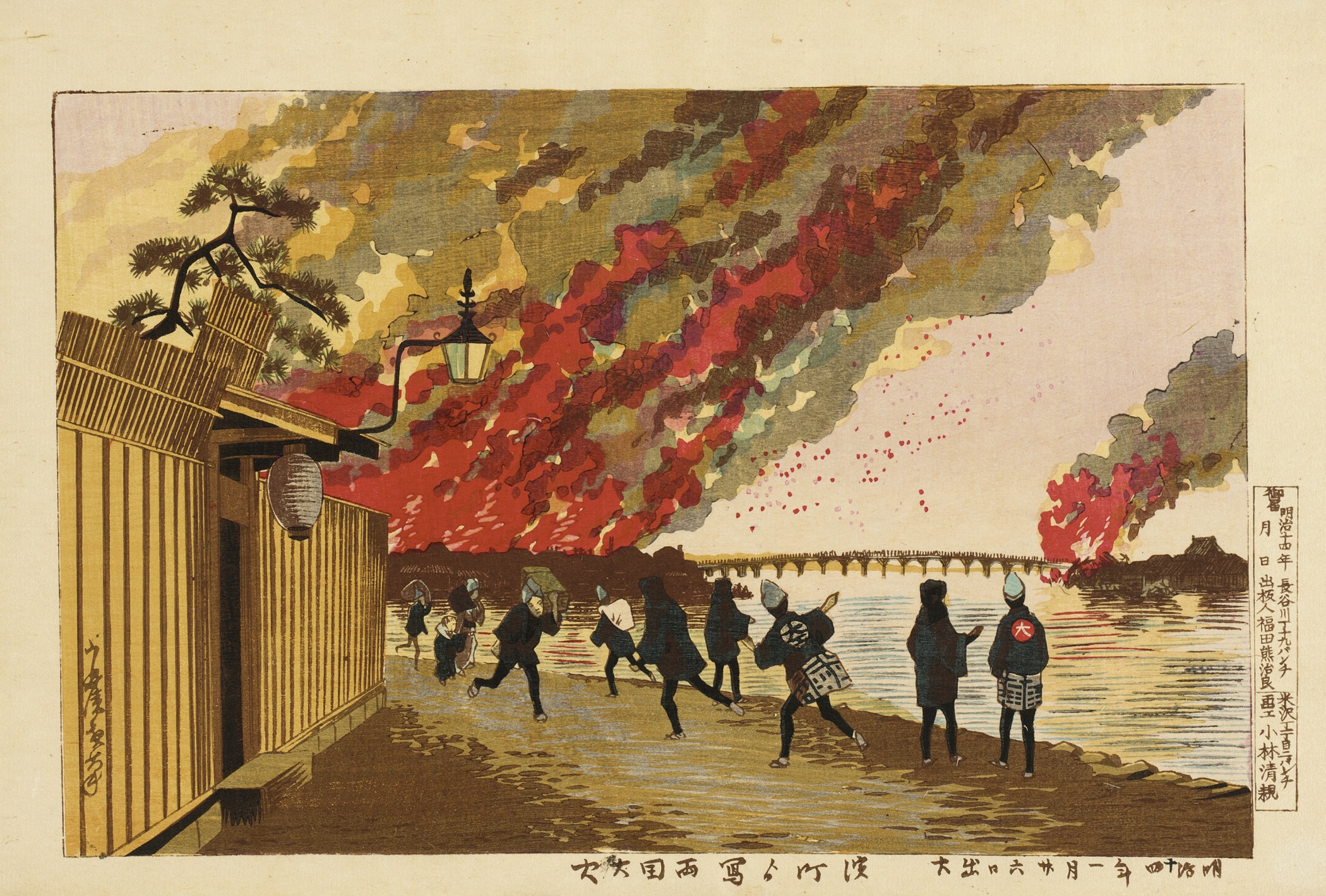
Hỏa hoạn Ryōgoku nhìn từ Hama-chō, 1881

Inoue Yasuji được đào tạo dưới bàn tay Kiyochika vào năm 1878 và bắt đầu xuất bản những tác phẩm đầu tiên từ năm 1880. Ngôi nhà của Kiyochika bị thiêu rụi trong trận Đại hỏa hoạn Ryōgoku ngày 26 tháng 1 năm 1881, thời gian ông đang ra ngoài phác thảo. Trước đó, ông đã từng tái hiện trận cháy lớn khác tại Hisamatsu-chō vào ngày 11 tháng 2, những đám cháy này dần hình thành nên cơ sở cho các bản in mô tả họa hoạn rất đắt khách như Hỏa hoạn Ryōgoku nhìn từ Hama-chō và Biển lửa nhìn từ Hisamatsu-cho. Nhu cầu về các bản in của ông giảm dần trong những năm 1880 và Kiyochika chuyển sang minh họa cho các tờ báo. Được công ty xuất bản Dandan-sha tuyển dụng vào cuối năm 1881, các bức tranh biếm họa của ông bắt đầu xuất hiện trong mỗi số tạp chí châm biếm Marumaru Chinbun từ tháng 8 năm 1882. Ông vẫn tiếp tục sản xuất các bản họa nhưng không còn thường xuyên như trước nữa.
Chúng được sản xuất chủ yếu từ năm 1876 đến năm 1881; Kiyochika  tiếp tục xuất bản các bản in ukiyo-e trong suốt quãng đời còn lại của mình, nhưng ông cũng đồng thời làm việc trong các lĩnh vực minh họa và phác thảo cho các tờ báo, tạp chí và sách. Ông cũng thực hiện sản xuất một số bản in về chủ đề Chiến tranh Nhật–Thanh và Nga–Nhật, hợp tác với nhà văn Koppi Dojin, bút danh của Nishimori Takeki (1861-1913), để đóng góp một số hình minh họa cho loạt tranh tuyên truyền Nihon banzai hyakusen hyakushō ("Nhật Bản muôn năm: 100 trận thắng, 100  trận cười ").
Chiến tranh Nhật–Thanh năm 1894–95 tạo tiền đề cho sự hồi sinh của ngành in ấn và Kiyochika đang là một trong những nhà sản xuất sách in nhiều nhất vào thời gian này. Khi thị trường báo in dần bị thu hẹp lại, vợ của ông đã mở một cơ sở kinh doanh bán quạt và bưu thiếp để có thể hỗ trợ phần nào cho chồng. Chiến tranh Nga–Nhật năm 1904–05 tiếp tục tạo một cơ hội mới cho các bản in tuyên truyền, nhưng sau đó cũng dần bị chìm xuống. Kiyochika chỉ sản xuất mười tám bức tam liên họa và một vài bản in truyện tranh, chất lượng nhìn chung thấp hơn những sản phẩm trước đó của ông. Nhiếp ảnh lúc này đang chiếm lĩnh thị trường nghệ thuật. 

Các bản in về chiến tranh
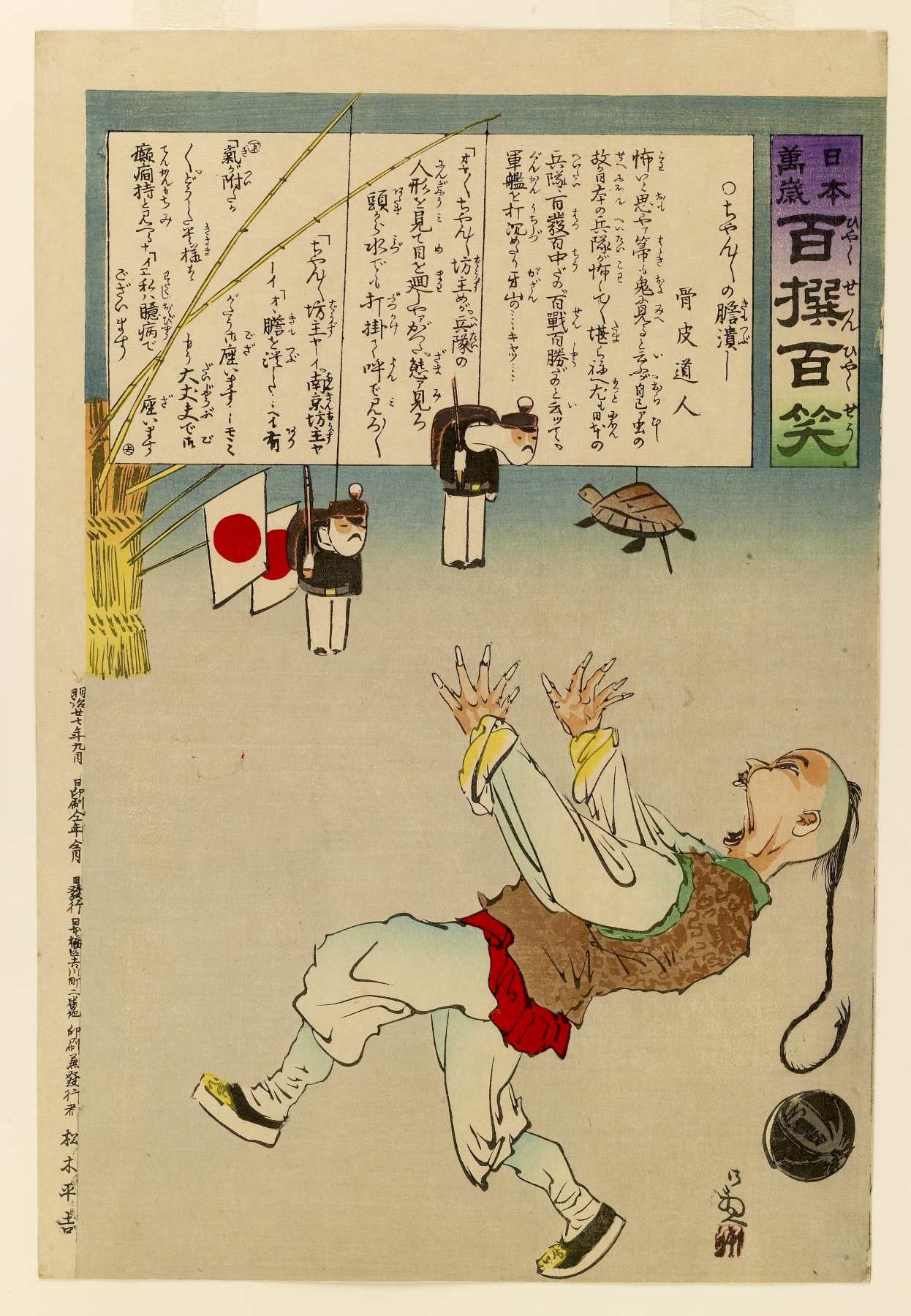
Bản in về Chiến tranh Nhật–Thanh, 1894 "Họ hay nói rằng người Trung Quốc nhát chết đến nỗi lính đồ chơi cũng có thể khiến chúng sợ khiếp đảm."
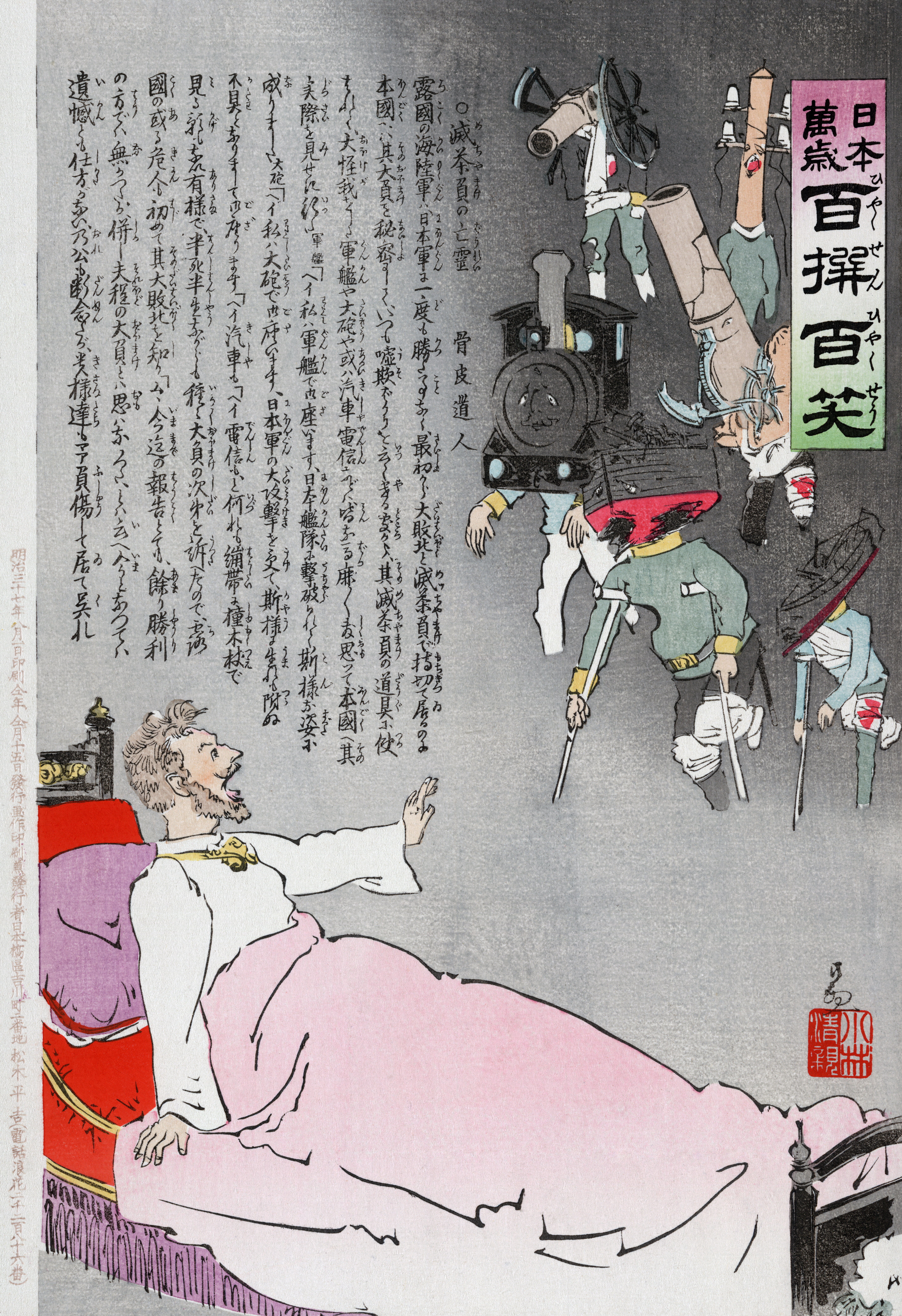
Bản in về Chiến tranh Nga – Nhật mô tả Sa hoàng Nicholas II choàng tỉnh dậy sau một cơn ác mộng, k. 1904–05
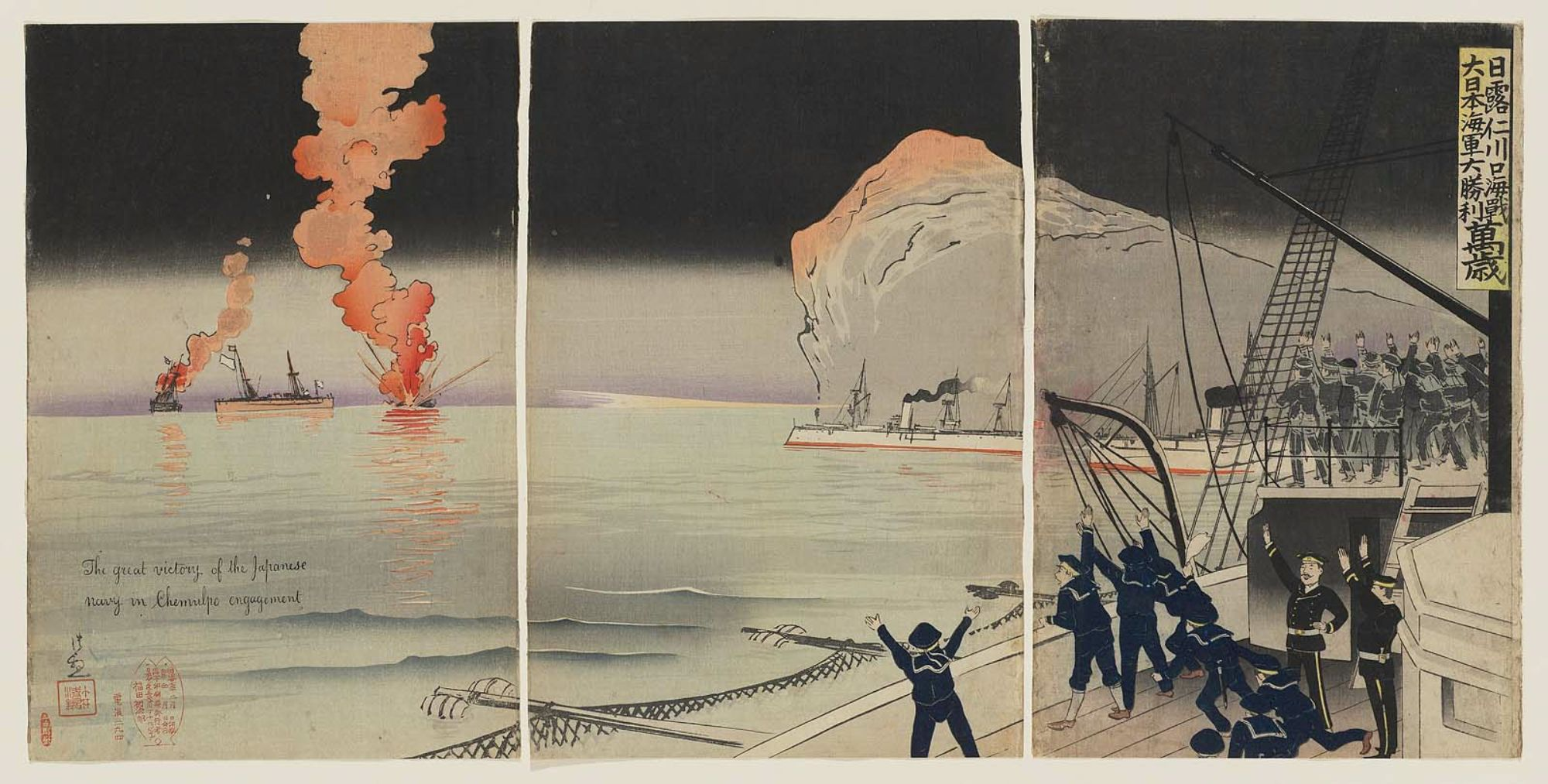
Chiến thắng vĩ đại của Hải quân Nhật Bản, 1904

Trong những năm cuối đời, Kiyochika giã từ tranh in và dành hết tâm sức cho hội họa, ông theo đuổi phong cách lấy cảm hứng từ trường phái Shijō. Vợ ông là Yoshiko qua đời năm 1912. Kiyochika dành thời gian từ tháng 7 đến tháng 10 năm 1915 ở tỉnh Nagano và đến thăm suối nước nóng Asama Onsen ở Matsumoto để điều trị bệnh thấp khớp của mình. Vào ngày 28 tháng 11 năm 1915, Kiyochika qua đời tại nhà riêng ở Nakazato, quận Kita, Tokyo. Mộ của ông đặt tại đền Ryūfuku-in ở Motoasakusa. 

## Đời tư
Kiyochika kết hôn với Fujita Kinu (藤田きぬ) vào tháng 4 năm 1876; họ có hai con gái: Kinko (銀子, b. 1878) và Tsuruko (鶴子, b. Năm 1881). Kiyochika ly dị Kinu khoảng năm 1883 và tái hôn vào năm 1884 với Tajima Yoshiko (田島 芳子, d. 13 tháng 4 năm 1912), người có ông thêm ba cô con gái: Natsuko (奈津子, b. 1886), Seiko (せい子, 1890–99), và Katsu (哥津, b. Năm 1894).

## Phong cách và phân tích
Bộ tranh biếm họa Marumaru Chinbun có lẽ nằm những tác phẩm đáng nhớ nhất của Kiyochika. Tính hài hước của nó thường nhắm vào ranh giới khác biệt giữa người bản địa và ngoại quốc, một cộng đồng đang có dân số gia tăng tại Nhật Bản mặc dù bị giới hạn ở một số địa điểm nhất định, theo yêu cầu của các hiệp ước bất bình đẳng mà chính phủ Minh Trị bị buộc phải ký kết. Kiyochika miêu tả người phương Tây với vẻ ngoài ngốc nghếch, những món đồ gốm sứ hiện đại rẻ tiền họ mang theo cũng kém thẩm mỹ hơn đồ nội địa truyền thống. Sự chỉ trích công khai của Kiyochika đối với cộng đồng ngoại quốc tỏ ra khác biệt so với các nhà biếm họa đương thời khác. Ông miêu tả người Nga như những con trâu hèn nhát trong các bức tranh của mình vào thời Chiến tranh Nga-Nhật; nhìn chung chúng có chất lượng thấp hơn những tranh tiếu lâm từng được thực hiện trước đó.
Các bản in của Kiyochika thể hiện sự quan tâm với ánh sáng và bóng râm, rất có thể là ảnh hưởng từ phong cách hội họa phương Tây thịnh hành ở Nhật Bản vào những năm 1870. Ông chuyển sang sử dụng bảng màu dịu dàng hơn trong các bản in của mình, thay vì thuốc nhuộm anilin có sắc tố gắt hơn đã từng sử dụng trước đó. Chuyên môn của ông chủ yếu tập trung vào buổi đêm, nơi cảnh vật sẽ được rọi sáng từ các nguồn sáng khác nhau, chẳng hạn như đèn đường. Màu sắc thường mang lại cho bản họa một bầu không khí u ám, phần nào ngăn cản người xem với quá trình hiện đại hóa mà nó đang mô tả.
Kiyochika đã áp dụng phối cảnh hình học kiểu phương Tây, mô hình ba chiều và chiaroscuro ở mức độ nhất định để tạo ra khác biệt so với phần lớn những nghệ sĩ ukiyo-e trước đó. Các tác phẩm của ông cũng thể hiện sự ảnh hưởng từ Hiroshige ở cách mà đối tượng trong khung hình thường bị cắt bỏ tại các cạnh.
Các bản in khắc gỗ của Kiyochika khác với những bản in thời Edo trước đó, không chỉ có kỹ thuật hội hoạ, mà cả các chủ đề mang hơi hướng của Châu Âu được đưa vào, từ những chiếc xe ngựa, tháp đồng hồ đến đường sắt tại Tokyo. Phong cảnh thành phố hiện đại Kiyochika mang đến cho người xem thường là hoạt cảnh các đoàn người đến rồi lại đi, hơn là tập chung vào cảnh vật. Chúng dường như mang đến các góc nhìn mới, thay vì phán xét quá trình hiện đại hóa công nghiệp mà đang được chính quyền Minh Trị thực hiện với khẩu hiệu fukoku kyōhei ("phú quốc cường binh"); điều này trái ngược lại với nghệ sĩ đương thời khác như Yoshitoshi, với các tác phẩm samurai chiến đấu nhằm tôn vinh các giá trị truyền thống và chống lại các tư tưởng Tây phương hóa.

Trong thời kỳ Edo, hầu hết các nghệ sĩ ukiyo-e thường xuyên tạo ra tranh khiêu dâm shunga, bất chấp sự kiểm duyệt của chính phủ. Vào thời Minh Trị, việc kiểm duyệt trở nên nghiêm ngặt hơn bởi chính phủ muốn thể hiện một Nhật Bản phù hợp với tiêu chuẩn đạo đức của phương Tây, do vậy mà sản xuất shunga cũng trở nên khan hiếm. Kiyochika là một trong số những nghệ sĩ chưa từng thực hiện bất kỳ tác phẩm nghệ thuật khiêu dâm nào.

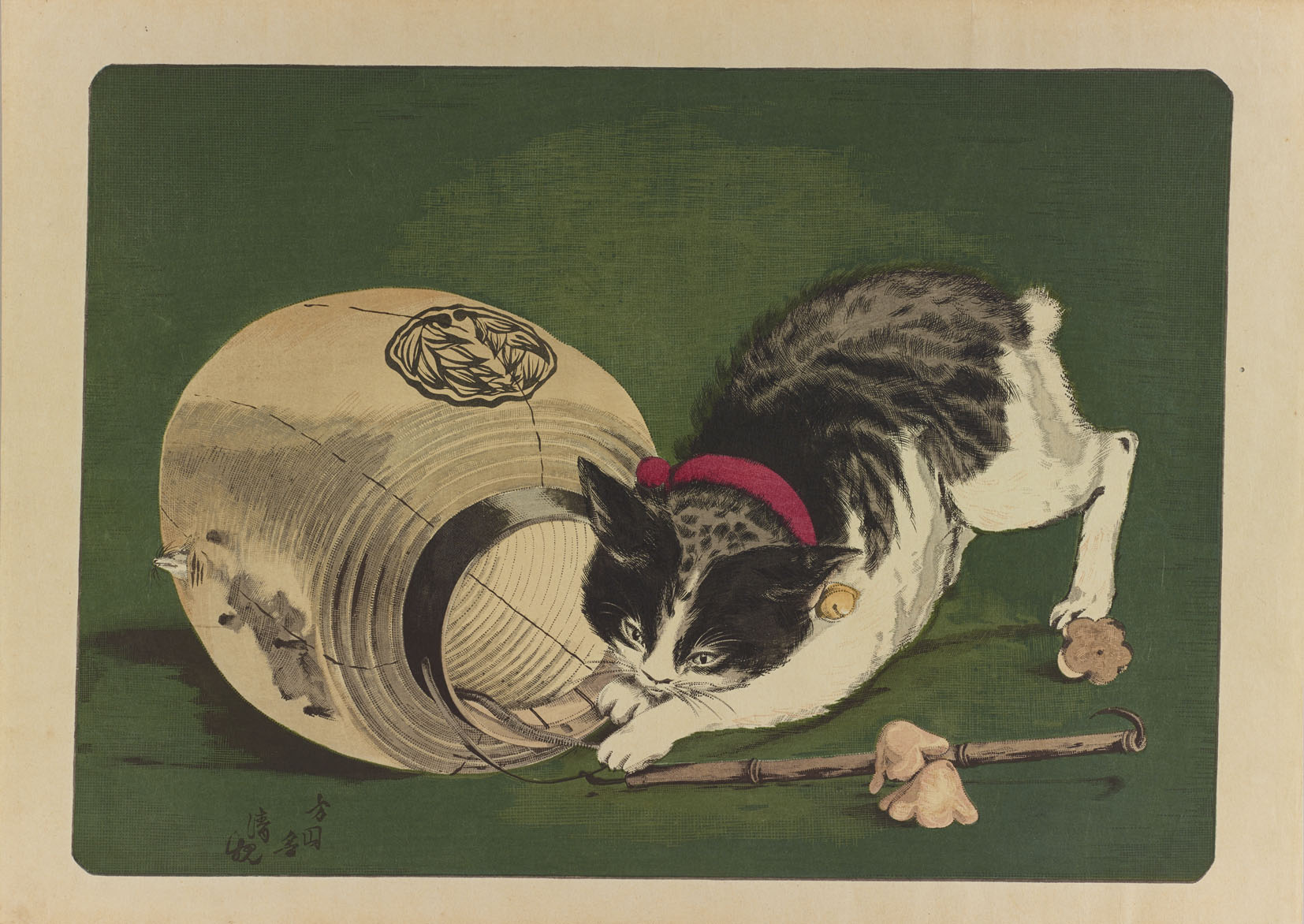
Con mèo và đèn lồng, 1877
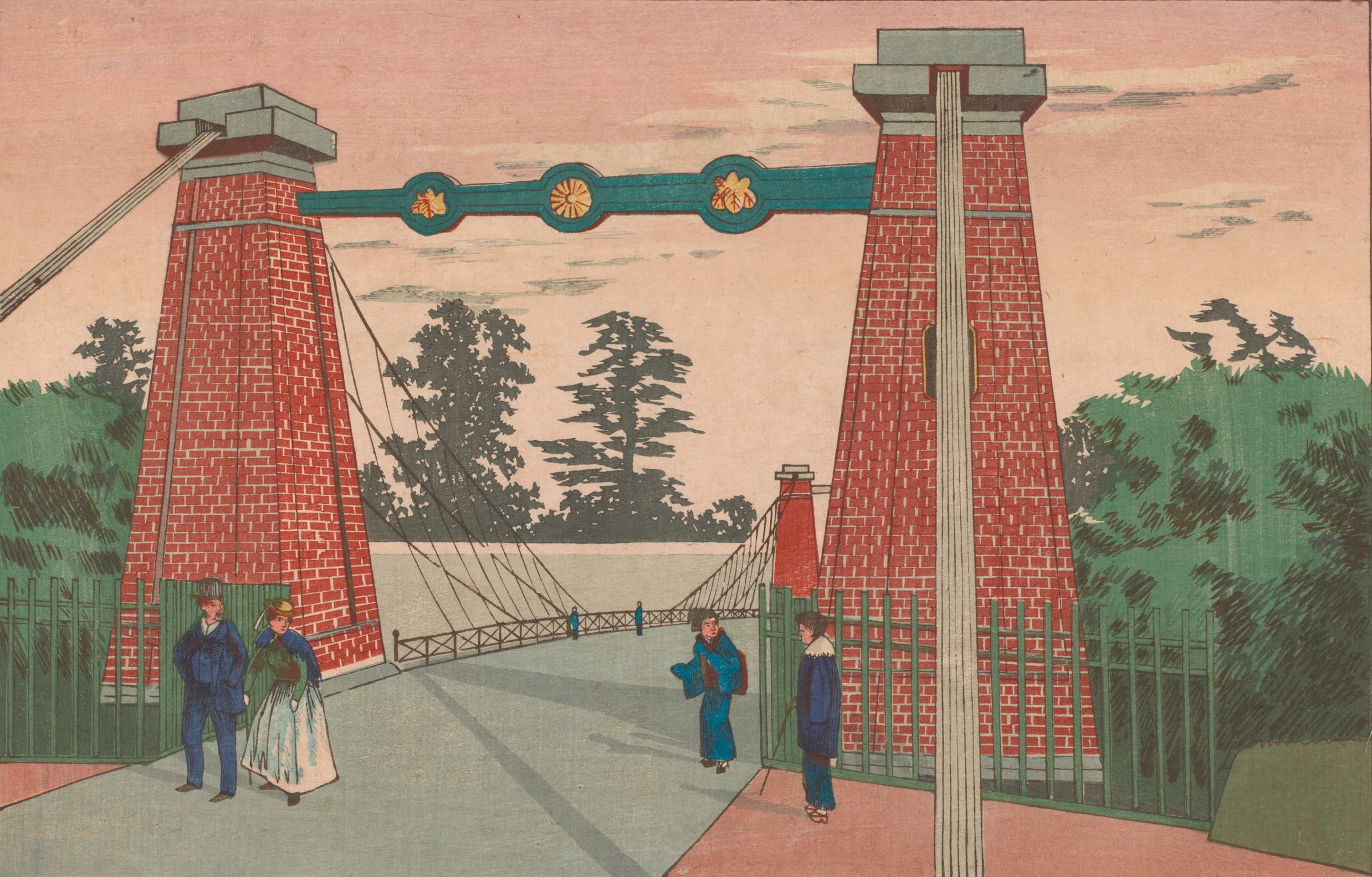
Cầu treo dẫn vào lâu đài, k. 1879
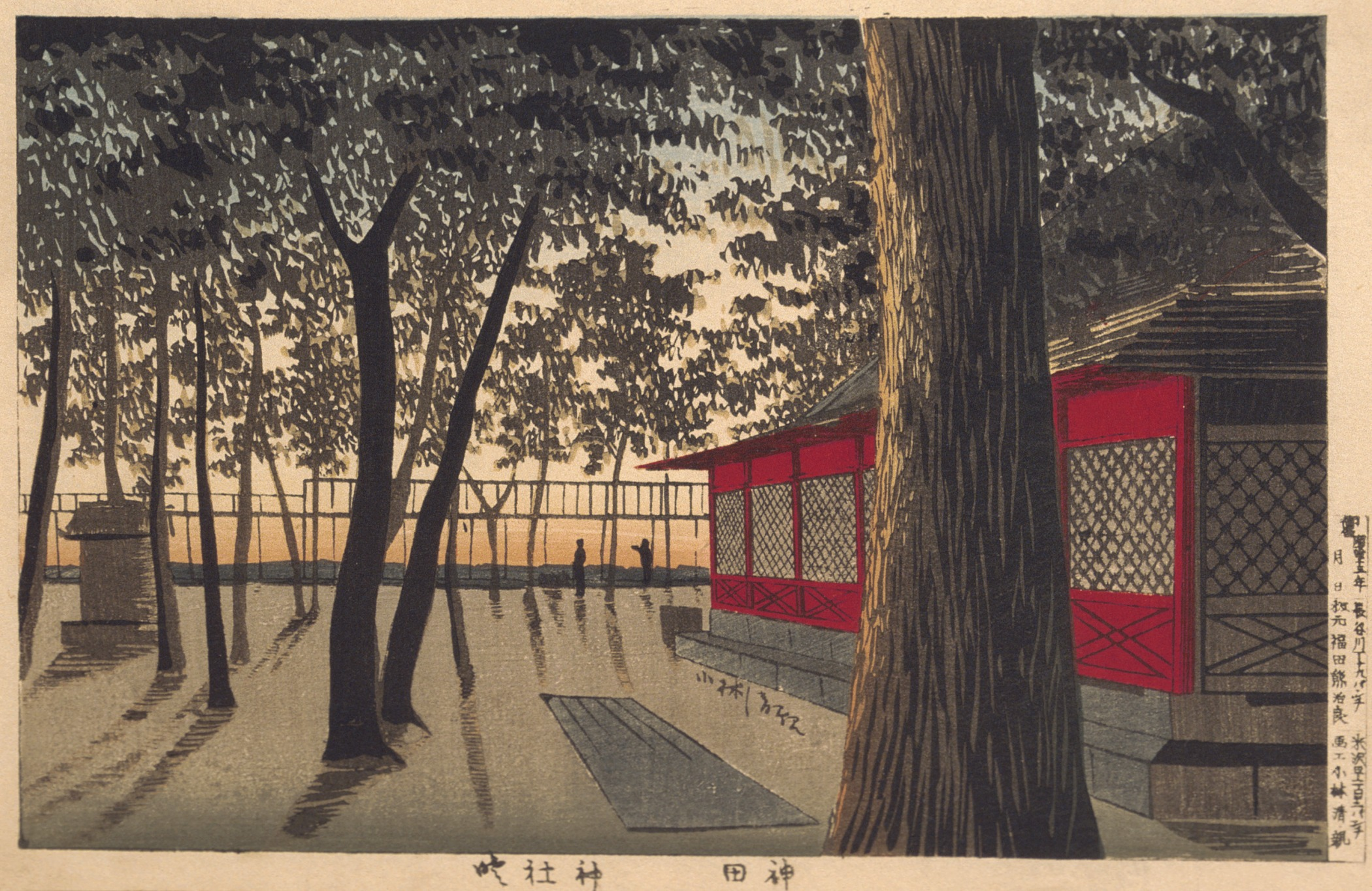
Điện thờ Kanda sớm bình minh, 1880
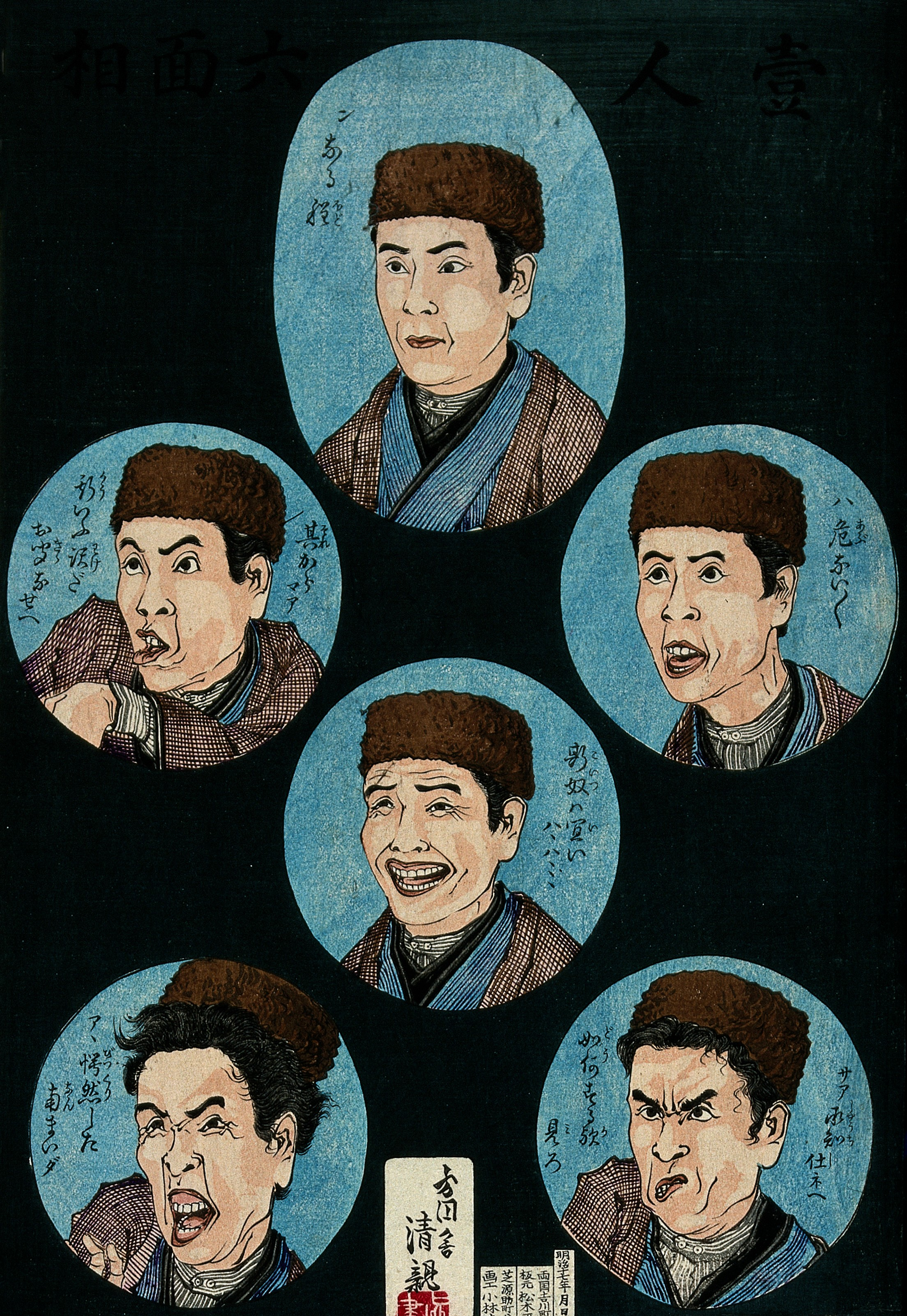
Sáu biểu cảm khuôn mặt, 1884
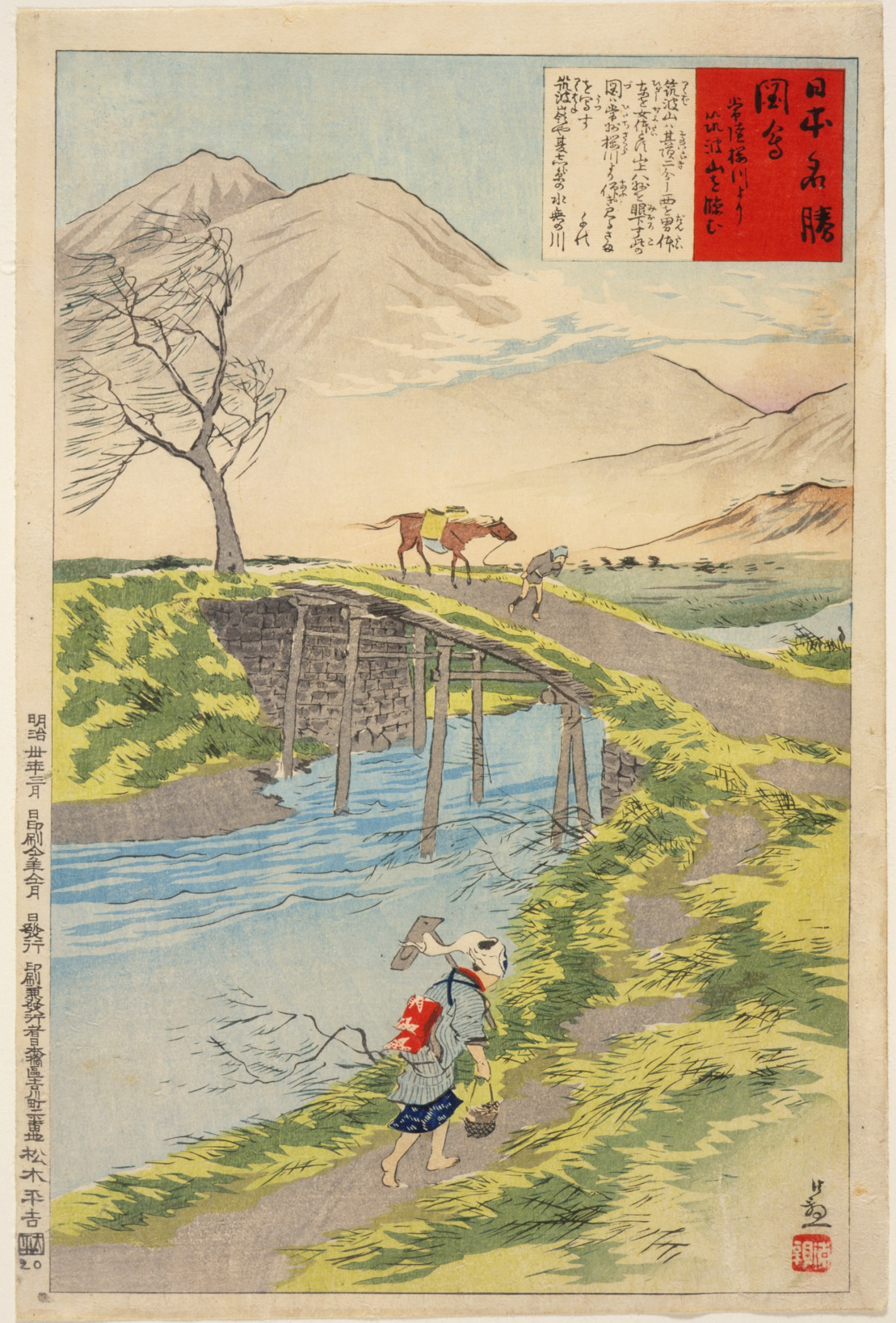
Núi Tsukuba nhìn từ sông Sakura tại Hitachi, 1897

## Di sản
Những miêu tả của Kiyochika về thời kỳ Tây hóa của Minh Trị Nhật Bản vừa mang lại lợi ích vừa cản trở việc đánh giá tác phẩm của ông sau này; các nhà sưu tập thường không mấy ưu ái bởi họ cần một Nhật Bản cổ kính lý tưởng, điều mà sẽ thu hút nhiều người đến với ukiyo-e hơn; thay vì một tài liệu minh hoạ lịch sử. 
Tsuchiya Kōitsu trở thành học trò của Kiyochika, đồng thời cũng sử dụng hiệu ứng ánh sáng ấn tượng từ thầy của mình; Ông đã sống và làm việc tại nhà của Kobayashi trong 19 năm.
Richard Lane có viết rằng, Kiyochika có thể đại diện cho "một bậc thầy ukiyo-e cuối cùng, hoặc là một nghệ sĩ in ấn quan trọng của Nhật Bản hiện đại thời kỳ đầu", nhưng "có lẽ chính xác nhất khi coi ông là một sinh vật lạc hậu tới từ quá khứ, dù đã có nỗ lực hết sức để thích nghi với thế giới ukiyo-e mới lạ và hiện đại, nhưng dường như vẫn là chưa đủ". Ông coi những tác phẩm đỉnh cao nhất của Kiyochika có phần kém cạnh hơn những tuyệt tác của Hiroshige, nhưng lại được xếp ngang bằng khi so với Kuniyoshi và Kunisada.

## Liên kết ngoại
- Bảo tàng nghệ thuật tỉnh Shizuoka
- Triển lãm tranh Nhật-Thanh tại MIT
- Các bản in từ Nihon banzai hyakusen hyakushō (" Nhật Bản muôn năm: 100 trận thắng, 100 trận cười ")
- Chiến tranh Trung-Nhật năm 1894-1895: được thấy trong các bản in và kho lưu trữ (Trang thư viện) (Thư viện Anh / Trung tâm Hồ sơ Lịch sử Châu Á Nhật Bản)

1. 1 2 3 4 5  Kikkawa 2015, tr. 203.
2. 1 2 3 4 5  Meech-Pekarik 1986, tr. 194.
3. 1 2 3  Kikkawa 2015, tr. 204.
4. 1 2  Merritt & Yamada 1995, tr. 71.
5. ↑  "Farewell Present of Useful White Flag, Which Russian General's Wife Thoughtfully Gives When He Leaves for Front, Telling Him to Use It As Soon As He Sees Japanese Army". World Digital Library. Truy cập ngày 24 tháng 5 năm 2013.
6. ↑  "Kuropatkin Secures Safety - Your Flag Does Not Work, Try Another". World Digital Library. Truy cập ngày 24 tháng 5 năm 2013.
7. 1 2  Merritt 1990, tr. 19–20.
8. 1 2  Meech-Pekarik 1986, tr. 212.
9. ↑  Kikkawa 2015, tr. 205.
10. ↑  Kikkawa 2015, tr. 204–205.
11. ↑  Meech-Pekarik 1986, tr. 194, 196, 198.
12. ↑  Meech-Pekarik 1986, tr. 199.
13. ↑  Meech-Pekarik 1986, tr. 212–213.
14. 1 2  Lo 1995, tr. 9.
15. ↑  Lo 1995, tr. 23, 30, 33.
16. ↑  Lo 1995, tr. 15–16.
17. ↑  Lo 1995, tr. 12.
18. ↑  Lo 1995, tr. 23, 26.
19. ↑  Buckland 2013, tr. 260.
20. ↑  Lane 1962, tr. 293–294.
21. ↑  Merritt 1990, tr. 64.
22. ↑  Lane 1962, tr. 292.
23. ↑  Lane 1962, tr. 293.